# Fábio (1939–2020)
Fábio, właśc. Fábio Arlindo Medeiros (ur. 11 listopada 1939 w Porciúnculi, zm. 6 września 2020 w Belo Horizonte) − piłkarz brazylijski, występujący na pozycji bramkarza.

## Kariera klubowa
Karierę piłkarską Fábio rozpoczął w Comercial de Carangola pod koniec lat 50. W 1959 roku został zawodnikiem Clube Atlético Mineiro, w którym grał do 1962. Z Atlético Mineiro zdobył mistrzostwo stanu Minas Gerais – Campeonato Mineiro w 1960. W latach 1963 i 1965 był zawodnikiem lokalnego rywala - Cruzeiro EC. Z Cruzeiro wygrał ligę stanową w 1965 roku.
W latach 1965–1967 był zawodnikiem São Paulo FC. W barwach São Paulo FC rozegrał 43 spotkania. W 1964 występował w CR Vasco da Gama, a w 1967 w Sporcie Recife. Ostatnim klubem w karierze Fábio było Atlético Mineiro, w którym zakończył karierę w 1968 roku. W barwach Galo rozegrał w 118 spotkań.

## Kariera reprezentacyjna
Jedyny raz w reprezentacji Brazylii Fábio wystąpił 18 maja 1966 w wygranym 1-0 towarzyskim meczu z reprezentacją Walii.